# アクリヴィア
東方正教会では、アクリヴィア（ギリシャ語: ἀκρίβεια, ローマ字表記: akriveia, akribia, akrivia, lit. 正確さ、的確さ）とは、教会法（カノン）を厳格に文字通りに守ることである。
また、アクリヴィアはエコノミア（またはエコノミー）と区別される。エコノミアとは、法の精神を守るために法の文言から裁量で逸脱することである。

## 教会法（カノン）
東方正教会の教会法には、アクリヴィアとエコノミアという二つの概念がある。アクリヴィアとは厳しさであり、「反省していない常習的な罪人に与えられるpenanceを厳格に適用すること（時には拡大することさえある）」である。エコノミアは甘さであり、「罪人が反省と悔い改めを示したときに、penanceを慎重に緩和すること 」である。